# Artes decorativas neoegipcias

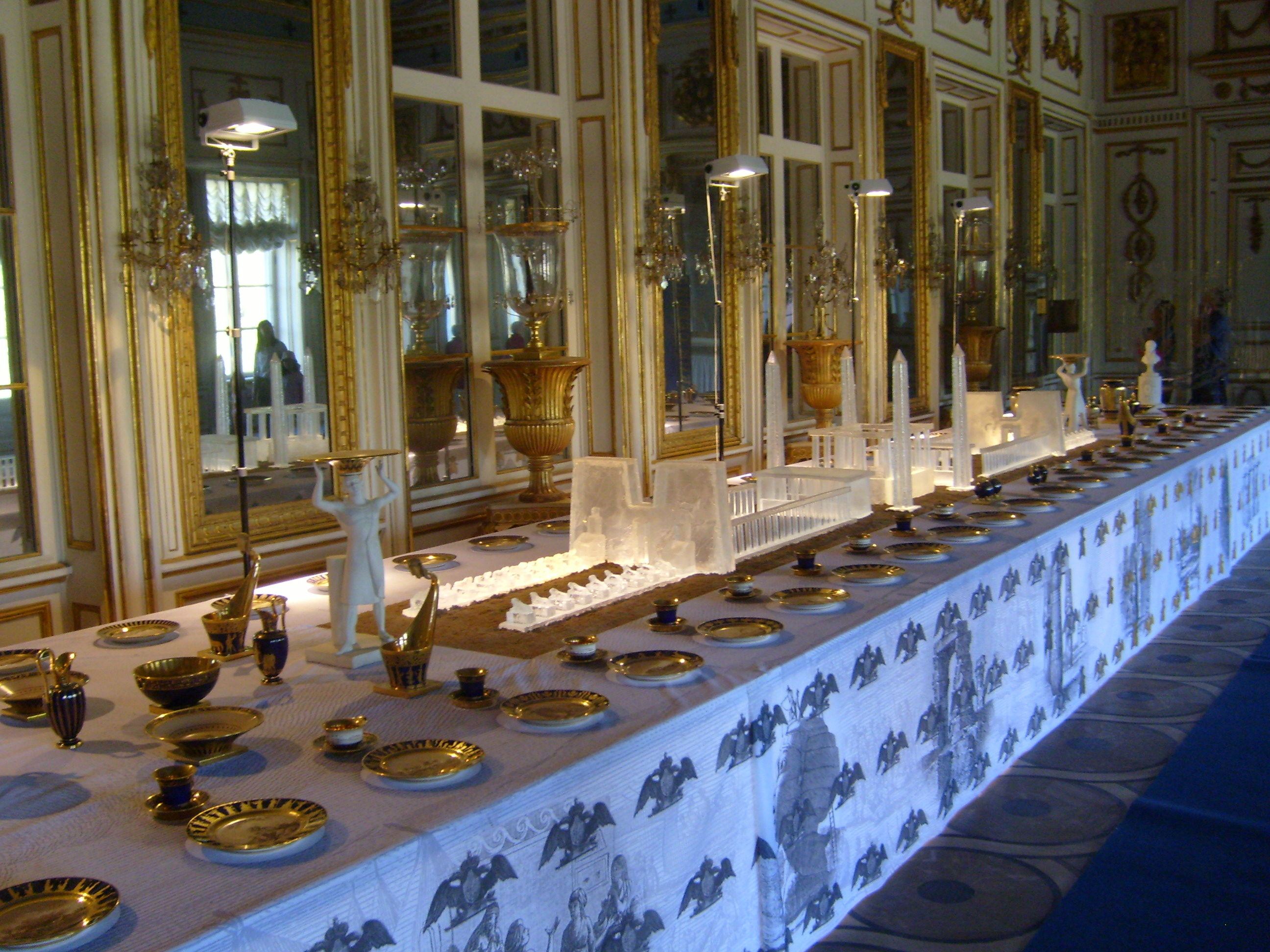
Servicio "egipcio" de porcelana de Sévres, diseñado por Dominique Vivant y dado por Napoleón al zar Alejandro I en 1807, en exhibición en el Palacio Kuskovo.

El arte decorativo neoegipcio es un movimiento revival de principios del siglo XIX en el que los motivos egipcios fueron aplicados a una amplia variedad de objetos de artes decorativas, también llamados con el término francés égyptiennerie.

## Influencia napoleónica
El entusiasmo por el estilo artístico del Antiguo Egipto is generalmente atribuido a la conquista de Egipto por parte de Napoleón y en Gran Bretaña a la victoria por parte del almirante Nelson de Napoleón en la batalla del Nilo en 1798. Napoleón llevó una expedición científica con él a Egipto. La publicación de los trabajos de la expedición, Description de l'Égypte, comenzó en 1809 y comenzaron a salir en forma seriada en 1826, inspirando sofás con formas de esfinges en las piernas o juegos de té pintados y decorados con las pirámides. Fue por la popularidad de este estilo que era nuevo, que obras de arte egipcianizantes, dispersas en escenarios europeos de la época del Renacimiento reaparecieran.

## La Galería egipcia

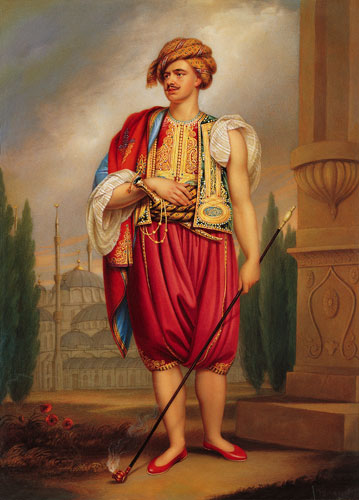
Hope con atuendo oriental; grabado de 1798 de William Beechy

La Egyptian Gallery —una sala privada de la casa del estudioso Thomas Hope para exponer sus antigüedades egipcias, ilustrada en los grabados de sus dibujos meticulosos en su Household Furniture and Interior Decoration (1807)—, fue una fuente primordial para el estilo Regencia en el mobiliario británico. Su libro Household Furniture and Interior Decoration, inspiró a una generación de propietarios de casas inglesas a la moda para acondicionar salas con sillas, mesas y sofás con formas que evocaban los objetos representados en las pinturas de las tumbas egipcias.